# Cañardo
Pour les articles homonymes, voir Canardo.
Cañardo (Canyardo en aragonais) est un village de la province de Huesca, situé une douzaine de kilomètres au sud-est de la ville de Sabiñánigo, dans la Guarguera, entre les villages de Gillué et Laguarta. Il est inhabité.